# Antonio Orrego Barros
Antonio Orrego Barros (Santiago, 19 de septiembre de 1880-mayo de 1974) fue un médico, escritor y periodista chileno.
Fue hijo de Augusto Orrego Luco y Martina Barros, y sobrino del escritor Luis Orrego Luco. Se casó con Susana Méndez Carrasco, con quien tuvo dos hijas, Luz Orrego Méndez y Josefina Orrego Cifuentes. Esta última de su último matrimonio.
Estudió en el Instituto Nacional y posteriormente en la Universidad de Chile, donde se graduó como médico y años después ejerció como catedrático. Además de doctor y escritor, fue periodista (trabajó como redactor de El Mercurio) y parlamentario. 
En cuanto a sus obras literarias, publicó los libros de poesía Alma criolla, Chuma y Tierras pobres. También escribió obras dramáticas, como La marejá y El capitán trovador, entre otras. La temática que atraviesa su trabajo literario se enmarca dentro de la tradición criollista, por cuanto busca retratar el español hablado por los sectores rurales y populares de la población. Interesado vivamente por el folclore chileno, fue uno de los impulsores y presidentes de la Sociedad Folclórica Chilena.